# 川本えこ
川本 えこ（かわもと えこ、9月19日- ）は、関東地方と東海地方を拠点に活動している日本のタレント。インタビュアー、MC、ラジオDJ、ナレーター、野菜ソムリエ（ベジタブル＆フルーツコミュニケーター）としての活動を主とする。過去にはセイプロダクションに所属していた（2019年6月退所）。現在はフリーで活動している。

## 略歴
広島県出身。学生時代に経験した芝居の舞台に魅了されるも大学進学（中退）。FM局のオーディションなどを受け続け、大学時代からイベントの司会、ナレーションなどを行う。阪神・淡路大震災後、ラジオ関西でレポーターとして活動していたが、2000年にFMに転身。Kiss-FM KOBEを経て、2001年4月から2019年3月までの18年間は@FMで番組を担当した。現在は東京、名古屋を行き来し、ナレーションやラジオDJとして活動している。現在はTOKAI RADIOで番組を担当している。

## 人物
- イベント会社に勤めていたことがあり、ステージ設営や音響設置などの裏方の仕事も得意とする。
- 神戸のコミュニティFM・FM MOOV KOBEで桂文喬の番組のアシスタントを務める。
- 2000年4月、Kiss-FM KOBEの『LUNCHTIME RIPPLE』で同局のサウンドクルー (DJ) として本格的にFMデビュー。
- FM AICHIの『Paradise Beat』を10年間担当した（2001年-2011年）。
- 野菜ソムリエ（マイスター）の資格を取得。講演、イベントを手掛ける。
- 経済産業省JAPANブランド事業「きしめん・でら・パスタ計画」のメンバーである。
- 天文学者の福井康雄に同行し、チリ北部のアタカマ高地にある名古屋大学の電波望遠鏡「なんてん2」を訪れた経験がある[7]。
- チリに訪れた時、新曲のミュージックビデオ撮影を行っていたACIDMANと偶然に出会ったことを後日、番組にゲスト出演したボーカル担当のオオキノブオと共に語った。
- 愛知県奥三河エリアなどの過疎地域に興味を持ち、自ら足を運んで取材を続けている。
- やっとかめ文化祭「当世コトノハ寄席」で落語「時きしめん」を披露。師匠は雷門獅篭。

## 出演

### ラジオ番組
現在の出演
- Morning Delight（TOKAI RADIO）、2022年4月3日 -

過去の出演
- 西播磨夢紀行（AM KOBE）
- アウトドア探検隊（AM KOBE）
- LUNCHTIME RIPPLE（Kiss-FM KOBE） - 水曜・木曜担当
- PROMO presents Soul of 日本（FM AICHI）
- Prime Time Living（FM AICHI）
- EX-STATION（FM AICHI） - 月曜 - 木曜担当
- がんばる学園 ARTIST LINE（FM AICHI）
- 中部電力 R-style shop（FM AICHI）
- NDS アーティスト・オン・ザ・ウェブ（FM AICHI）
- G.communication アーティスト・ライン（FM AICHI）
- アサヒビール presents Always by you（FM AICHI）
- パラダイス・ビート（FM AICHI） - 月曜 - 金曜担当
- フレッシュ・アップ・アイ（FM AICHI） - 月曜 - 木曜担当
- crisp air（FM AICHI）
- Menicon Music Triangle（FM AICHI、Tokyo FM、FM大阪）
- Sound Park Sunday（TOKAI RADIO）

### CM
- 小林製薬
- 日立物流

- トミーボーイ オムニバス
- カネハツ食品
- 高知信用金庫

### Podcast
- Eco Focus（不定期配信）
- Menicon Radio（アシスタント出演）